# Сенијад Ибричић
Сенијад Ибричић (Котор Варош, 26. септембар 1985) je босанскохерцеговачки фудбалски репрезентативац. Рођен је 26. септембра 1985, у Котор Вароши, Република Српска, БиХ (тада СФРЈ). Тренутно обавља функцију спортског директора ФК Сарајево.